# Parafia Najświętszej Maryi Panny Królowej Polski w Dobryninie
Parafia Najświętszej Maryi Panny Królowej Polski w Dobryninie – parafia rzymskokatolicka znajdująca się w diecezji tarnowskiej w dekanacie Mielec Południe.